# Dědictví v Pekle
Dědictví v Pekle (slovensky Dedičstvo v Pekle) je krátký kriminální příběh Květoslava Matějky, který vyšel ve vydavatelství Naše vojsko, v edici Magnet.

## Děj
Příběh se odehrává na více místech současně. Jedna perspektiva ukazuje události v bavorské obci Pullach im Isartal, další v Praze a posléze se příběh přesune do Libereckého kraje do okolí obce Lázně Libverda a osady Peklo.
Příběh začíná nečekaným násilným usmrcením nenápadné starší ženy (takzvané rezidentky), jež v Československu přijímala a vyhodnocovala informace pro západoněmeckou tajnou službu Bundesnachrichtendienst. Tuto vraždu má – jak se posléze ukáže – na svědomí agent této německé špionážní služby působící v Československu. Generál německé tajné služby, jemuž důvody odmlčení se rezidentky nejsou známy, nařídí vyšetření této událostí a případně nahrazení rezidentky novým člověkem. Než však k nahrazení dojde, je nutné získat železnou schránku s důležitým obsahem, kterou rezidentka kamsi uschovala.
Náhodný redaktor novin, který je do děje příběhu vtažen jen kvůli tomu, že je dědicem rezidentčiny chalupy v osadě Peklo u obce Lázně Libverda, je překvapený ze sledu neočekávaných událostí, jejichž motivem je snaha německé tajné služby získat zmíněnou železnou schránku s tajným obsahem ukrytou ve sklepě novinářem zděděné chalupy. Budovu v noci navštíví neznámý návštěvník a později do ní kdosi násilně vnikne. Současně československá kontrarozvědka odhalí odmlčení rezidenta a šikovnou prací v akci pojmenované „Němý“ vypátrá souvislosti a podezřelé zahraniční osoby operující v Libereckém kraji. Následně započne se sledováním redaktorovy chalupy a počínání sledovaných osob dovede kontrarozvědku ke hledané mrtvé schránce. Tím se poté podaří odhalit strukturu organizační buňky německé tajné služby na území ČSSR. Důležitá mrtvá schránka, jež byla původně uschovaná v komíně redaktorem zděděné chalupy v Pekle, končí v závěru příběhu v rukou československé Národní bezpečnosti.